# Il-4 (航空機)
イリューシン Il-4
モスクワで展示されるIl-4
- 用途：爆撃機
- 設計者：セルゲイ・イリューシン
- 製造者：
- 生産数：6,800 機以上
- 生産開始：1935年6月
- 運用開始：1936年
- 退役：1945年9月
- 運用状況：退役済

Il-4（イリューシン4）は、ソ連のイリューシン設計局が開発した双発爆撃機である。量産初期型名称はDB-3（DBは長距離爆撃機の略号）だが、その後航空機命名規則の変更に伴い、設計局の頭文字を冠したIl-4に変更された。

## 開発
1933年、ソ連空軍は未だに運用していたTB-3に代わるDB（長距離爆撃機）要求仕様を提示した。イリューシン設計局は、双発単葉、引込脚の試作機TsKB26を製作し、1935年6月に初飛行させた。試験結果は良好で、改良型のTsKB30を経たのち、1936年には量産型DB-3の生産が始まったが１年も経たずに徹底的に改修された。
新しい航空機は DB-3 の基本的な構造を保持していたが、実質的には構造と空力性を改善するために、胴体前部が完全に再設計された。この新型機は、最初 DB-3F と呼ばれ、後に Il-4 と呼ばれるようになった。この上品な全金属性の低翼単葉機は、2基の 950hp M-87A 星型エンジンを装着しており、1939年初期にテスト飛行が行われた。Il-4 は頑丈で強力な武装を持ち、また非常に優秀な性能を持っていることが証明された。ただちに生産が開始され、第１号機は1940年に部隊に配属された。しかし、当時ソ連が最も必要としていたのは優秀な戦闘機であったので生産はほとんど停止された。M-87A エンジンを生産していた工場は疎開しなければならず、アルミニウムや他の戦略物資の不足は深刻であった。
この状況を救うために、イリューシンと同志の設計者たちは、できるだけ多くの構造部品を木で製作できるように設計を改めた。機体の床や機尾の外板など胴体を変更し、また、翼の外板を木で製作できるように再設計した。一方、新しい 1,100hp M-88B 星型エンジンが現れ、Il-4 の標準エンジンとなった。Il-4は１年後に生産が開始され、1944年までに多数の Il-4 が絶えず生産ラインから出てきた。この非常に融通の利く航空機は、ソ連海軍でも940kgの魚雷を胴体下に搭載して活躍した。この型は第二次世界大戦終了後も数年に渡り任務に就いていた。

## 設計
機体は双発の低翼単葉。機首はガラス張りの機首銃座という、当時の平均的な双発重爆撃機と同じものであった。機首形状は縦長の卵形だったが、改良型のDB-3F / Il-4は涙滴形の空気抵抗が少ない形状に変更された。爆弾は胴体下方の爆弾倉に最大1,000kgまで搭載することが可能だったが、外部に魚雷を懸垂することも可能であった。防御銃座は、機首・後方・後部下方に3箇所有し、尾部銃座は無かった。後部下方の機関銃は複雑な展望鏡によって照準する方式であった。

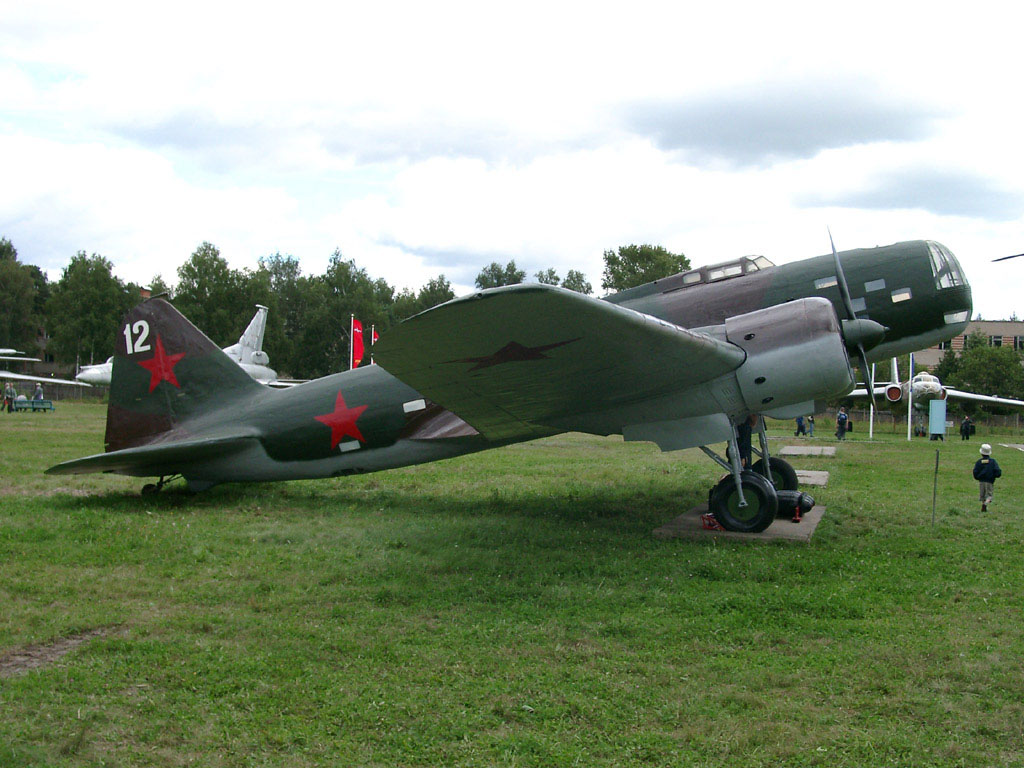
モニノの中央航空博物館で展示されるDB-3
DB-3(ДБ-3)の三面図

## 運用
1936年に配備が始まったDB-3は、その汎用性も相まって第二次世界大戦（大祖国戦争）のあらゆる戦線で、爆撃や雷撃、輸送に活躍した。
ソ連軍のベルリンに対する最初の戦略爆撃は、1941年8月8日に夜間に行われた。この日、ソ連海軍の双発機編隊がベルリンを攻撃したのである。軍事的な効果は特に重要ではなく、この作戦は宣伝の勝利であった。この作戦に使用された航空機は基本設計の古さにもかかわらず、1942年2月にDB-3FからIl-4に改称された後も生産は続けられ、1945年初頭までに約6,800機以上が生産された。その一方、相次ぐ改修にもかかわらず Pe-8 の性能は低いままで、双発の Il-4 の方が優れた性能を示したこともあって当局は Pe-8 に関心を示さない面があり、結局 Pe-8 の生産は1944年に中止されている。

## 性能諸元

### Il-4
- 全幅：21.44 m
- 全長：14.82 m
- 全高：4.82 m
- 重量：10,000kg
- エンジン：M-88B 空冷14気筒星型 1,100馬力 ×2
- 最大速度：410 km/h
- 航続距離：4,260km
- 武装：機関銃 ×3 爆弾2,500kg
- 乗員：3 - 4名